# Borys Soroka
Borys Soroka (ukr. Борис Сорока, ros. Борис Сорока, Boris Soroka; ur. 4 września 1942) – ukraiński piłkarz, grający na pozycji obrońcy.

## Kariera piłkarska

### Kariera klubowa
W 1964 występował w drużynie Metałurha Zaporoże. Na początku 1965 przeszedł do Dynama Kijów. Występował przeważnie w drużynie rezerwowej. Potem powrócił do Metałurha, skąd po zakończeniu sezonu 1969 przeniósł się do Karpat Lwów, w których ukończył karierę piłkarską.

## Sukcesy i odznaczenia

### Sukcesy klubowe
- mistrz ZSRR: 1966